# Veronika Jenčová
Veronika Jenčová (24 marzo 2004) è una saltatrice con gli sci ceca.

## Biografia
La Jenčová, attiva in gare FIS dal luglio del 2017, ha esordito ai Campionati mondiali a Oberstdorf 2021, dove si è classificata 8ª nella gara a squadre, e in Coppa del Mondo il 27 gennaio 2024 a Ljubno (30ª); ai Mondiali di Trondheim 2025 si è piazzata 28ª nel trampolino normale, 30ª nel trampolino lungo e 10ª nella gara a squadre. Non ha preso parte a rassegne olimpiche.

## Palmarès

### Coppa del Mondo
- Miglior piazzamento in classifica generale: 58ª nel 2024